# Anello (araldica)
Anello è un termine utilizzato in araldica. Può alludere all'usanza dei prelati di ricevere l'investitura per baculum et annulum ("per bastone ed anello"), e può anche essere descritto come un tondo che è stato "svuotato" (cioè con il suo centro tagliato). Può essere semplice e piatto, e in tal caso è presente solitamente in numero (nel senso di più di uno), o può presentare pietre incastonate e allora è detto anello incastonato.
Quando gli anelli compaiono in numero, si preferisce il termine anelletto. In questo caso si tratta di anelli non concentrici; quando invece sono rappresentati l'uno dentro l'altro si ricorre al termine circoli o cerchi concentrici.
Frequentemente due o più anelletti compaiono intrecciati. Quando tre anelli sono intrecciati tra loro, si presentano spesso con la forma degli anelli di Borromeo. Quando l'interno dell'anello è di colore diverso dal campo, generalmente in argento, l'araldica francese parla di specchio definendo come bordatura lo smalto dell'anello vero e proprio.

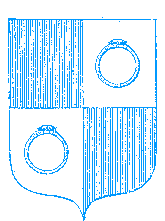
Due anelli (in uno scudo inquartato)
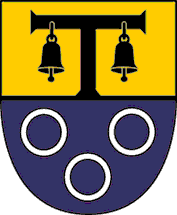
Tre anelletti (Sankt Antoni, Svizzera)
Di rosso, a sei anelletti d'oro posti 3, 2 e 1 (Gazeran, Francia)
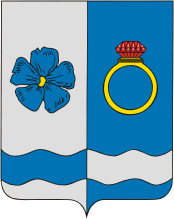
Anello incastonato (Privolžskij rajon, Russia)
Di rosso, al giglio d'oro, sormontato da due anelletti intrecciati dello stesso, ordinati in fascia (Obrighoven-Lackhausen, Germania)
Tre anelli intrecciati e gemmati d'oro (Castelgerundo)
Di rosso, agli anelli di Borromeo d'oro; al capo d'armellino (Saint-Herblain, Francia)
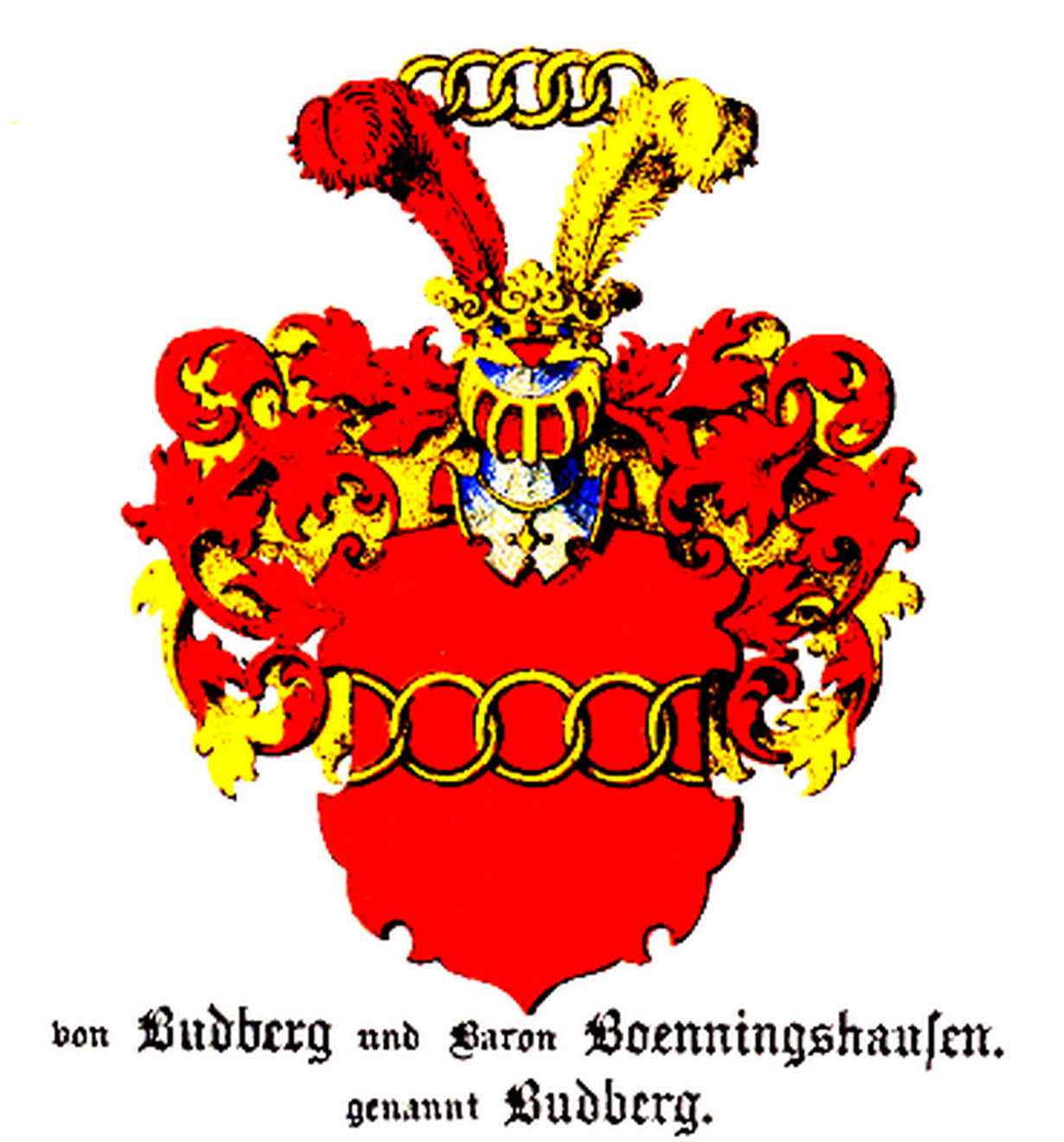
Di rosso, a cinque anelletti d'oro, intrecciati e ordinati in fascia da un fianco all'altro dello scudo (famiglia Budberg, tedeschi del Baltico)